# Annemarie Buchner
Annemarie Buchner, född den 16 februari 1924 i Ettal, död 9 november 2014, var en tysk alpin skidåkare.
Buchner blev olympisk silvermedaljör i störtlopp vid vinterspelen 1952 i Oslo.